# Сыртланов, Рим Султанович
Рим Султанович (Рахмимджан Султангареевич) Сыртланов (баш. Рим (Рәхмәй) Солтан улы Сыртланов, 22 августа [4 сентября] 1908, дер. Сыртланово, Уфимская губерния — 11 сентября 1979, Уфа) — советский башкирский актёр, театральный педагог; Заслуженный артист РСФСР (1955). Народный артист Башкирской АССР (1951).

## Биография
Происходил из башкирского дворянского рода Сыртлановых.
В 1930 году окончил театральное отделение Башкирского техникума искусств. С 1928 года — статист, в 1930—1972 гг. — артист Башкирского академического театра драмы.
Преподавал в Уфимском техникуме искусств; среди его учеников Нурия Ирсаева.

## Творчество
Мастер отрицательных и комических персонажей.

### Роли в театре
Сыграл более 200 ролей, в том числе:
- «Отелло» У. Шекспира — Отелло; Кассио
- «Борис Годунов» А. С. Пушкина — Басманов
- «Ревизор» Н. В. Гоголя — Держиморда; Ляпкин-Тяпкин
- «Дядя Ваня» А. П. Чехова — Астров
- «На дне» А. М. Горького — Васька Пепел
- «Шах-Намэ» Фирдоуси — Рух
- «Бай и батрак» Х. Н. Хамзы — Салих-бай
- «Хакмар» С. Мифтахова — Юлай
- «Черноликие» М. Гафури — Закир
- «На берегах Ак-Идели» Р. Нигмати — Чапаев
- «Война» К. Мэргэна и В. Кедрова — ген. Арсланов
- «Одинокая берёза» М. Карима — Шавкатов
- «В ночь затмения луны» М. Карима — Дервиш
- «Раиса» Н. Асанбаева — Файзи Курамшин
- «Матери ждут сыновей» А. Мирзагитова — Фарукша
- «Огненный вихрь» А. Мирзагитова — Ильяс
- «Соседи» А. Мирзагитова — Акназар
- «Тансулпан» Даяна — Сарагул
- «Девон» Абдуллина — Сахаров
- «Генерал Шаймуратов» Абдуллина и Насырова — Кашапов
- «Таинственная мелодия» Ишмуратова — Гаделыпа
- «Навстречу бури» Ишмуратова — Егорыч
- «Не называя фамилий» Минко — Карпо Карпович
- «Чти отца своего» Лаврентьева — Гордей Павлович

### Роли в кино
- 1940 «Салават Юлаев» — Бухаир

## Награды и признание
- Заслуженный артист Башкирской АССР (1945)
- два ордена «Знак Почёта» (1949, 1955)
- Народный артист Башкирской АССР (1951)
- Заслуженный артист РСФСР (1955)